# Сюйчжоу
Сюйчжо́у (кит. упр. 徐州, пиньинь Xúzhōu) — городской округ в провинции Цзянсу КНР.

## История
Первые следы человека в окрестностях Сюйчжоу относятся к 6-му тысячелетию до нашей эры (культура Давэнькоу).
Легенды утверждают, что император Яо даровал эти земли Пэн Цзу, и отсюда происходит название Пэнчэн (кит. упр. 彭城, пиньинь Péngchéng, буквально: «город Пэна»)
После того, как Китай впервые в истории был объединён в единое централизованное государство, и в империи Цинь было введено деление страны на уезды, в этих местах был создан уезд Пэнчэн (彭城县). В конце существования империи Цинь местным уездом Пэйсянь правил Лю Бан, впоследствии основавший империю Хань и ставший её первым императором.
В античные времена страна делилась на 9 провинций, одной из которых была провинция Сюйчжоу. В эпоху Троецарствия Цао Цао перевёл власти Сюйчжоу в Пэнчэн — с той поры Пэнчэн и называют Сюйчжоу. В последующие эпохи названия «Пэнчэн» и «Сюйчжоу» не раз меняли друг друга.
Во времена империи Суй была создана область Сюйчжоу. Во времена империи Цин она сначала была поднята в статусе до «непосредственно управляемой» (то есть стала подчиняться напрямую властям провинции Цзянсу, минуя промежуточное звено в виде управы), а в 1733 году была поднята в статусе до управы; для удобства администрирования мест, напрямую подчинённых властям управы, был создан уезд Туншань (铜山县). Сюйчжоуской управе (徐州府) подчинялись 1 область и 7 уездов. После Синьхайской революции в Китае была проведена реформа структуры административного деления, и области с управами были упразднены.
В декабре 1937 года эти места были оккупированы японскими войсками и перешли под власть марионеточного прояпонского правительства, которое 19 февраля 1939 года выделило урбанизированную часть уезда Туншань в город Сюйчжоу и сделало его столицей новой провинции Хуайхай.
Партизанские отряды китайских коммунистов освободили Сюйчжоу 15 августа 1945 года. 15 декабря 1946 года Сюйчжоу был захвачен войсками Гоминьдана. Гоминьдановские власти сохранили город Сюйчжоу, но расформировали провинцию Хуайхай, и Сюйчжоу вошёл в состав провинции Цзянсу. Окончательно Сюйчжоу перешёл под контроль коммунистов в декабре 1948 года, после длившегося 66 дней Хуайхайского сражения.
Коммунистические власти сначала включили Сюйчжоу в состав провинции Шаньдун. 1 января 1953 года была создана провинция Цзянсу, и Сюйчжоу вошёл в её состав, став городом провинциального подчинения; одновременно был создан Специальный район Сюйчжоу (徐州专区), в состав которого вошли город Синьхайлянь и 9 уездов, власти Специального района разместились в городе Сюйчжоу. В том же году в состав Специального района Сюйчжоу было передано три уезда из состава Специального района Хуайинь (淮阴专区), а уезды Тунбэй, Хуашань и Пэйсуй были объединены в уезд Туншань. В 1954 году Синьхайлянь стал городом провинциального подчинения, а уезды Сяосянь и Даншань были переданы в состав провинции Аньхой. В 1958 году города Сюйчжоу и Синьхайлянь были переведены в подчинение властям Специального района. В 1960 году уезд Туншань перешёл в подчинение властям города Сюйчжоу. В 1961 году Синьхайлянь был переименован в Ляньюньган. В 1962 году Сюйчжоу и Ляньюньган вновь стали городами провинциального подчинения, при этом уезд Туншань был вновь выведен из подчинения городу Сюйчжоу и перешёл в состав Специального района. В 1965 году Горнодобывающий район Цзяван был преобразован в район городского подчинения.
В 1970 году Специальный район Сюйчжоу был переименован в Округ Сюйчжоу (徐州地区).
В 1983 году был расформирован Округ Сюйчжоу, и образованы городские округа Сюйчжоу и Ляньюньган; районы бывшего города Сюйчжоу стали районами городского подчинения городского округа Сюйчжоу.
В 1990 году уезд Синьи был преобразован в городской уезд. В 1992 году уезд Писянь был преобразован в городской уезд Пичжоу. В 1993 году был создан район Цюаньшань. В 2005 году был создан район Гулоу. В 2010 году уезд Туншань был преобразован в район городского подчинения; район Цзюли (九里区) был разделён между районами Гулоу, Цюаньшань и Туншань.

## Административно-территориальное деление
Городской округ Сюйчжоу делится на 5 районов, 2 городских уезда, 3 уезда:
| Карта                                                                             | Карта     | Карта     | Карта        | Карта            | Карта         |
| --------------------------------------------------------------------------------- | --------- | --------- | ------------ | ---------------- | ------------- |
| Гулоу ② Цзяван ① Туншань Фэнсянь Пэйсянь Суйнин Синьи Пичжоу ① Цюаньшань ② Юньлун |           |           |              |                  |               |
| Статус                                                                            | Название  | Иероглифы | Пиньинь      | Население (2010) | Площадь (км²) |
| Район                                                                             | Гулоу     | 鼓楼区    | Gǔlóu qū     | 68               | 480 000       |
| Район                                                                             | Юньлун    | 云龙区    | Yúnlóng qū   | 118              | 310 000       |
| Район                                                                             | Цзяван    | 贾汪区    | Jiǎwāng qū   | 834              | 511 000       |
| Район                                                                             | Цюаньшань | 泉山区    | Quánshān qū  | 108              | 600 000       |
| Район                                                                             | Туншань   | 铜山区    | Tóngshān qū  | 1909             | 1 336 000     |
| Городской уезд                                                                    | Пичжоу    | 邳州市    | Pīzhōu shì   | 2088             | 1 798 000     |
| Городской уезд                                                                    | Синьи     | 新沂市    | Xīnyí shì    | 1571             | 1 718 000     |
| Уезд                                                                              | Суйнин    | 睢宁县    | Suīníng xiàn | 1767             | 1 330 000     |
| Уезд                                                                              | Фэнсянь   | 丰县      | Fēng xiàn    | 1446             | 1 160 000     |
| Уезд                                                                              | Пэйсянь   | 沛县      | Pèi xiàn     | 1349             | 1 220 000     |

## Население
На данной территории в основном проживают представители основной китайской национальности хань, помимо них имеются 49 национальных меньшинств (мяо, хуэй, маньчжуры, монголы, буи, туцзя и др.). По данным на 2015 год численность населения всей территории составляла около 9 миллионов человек.

## Экономика

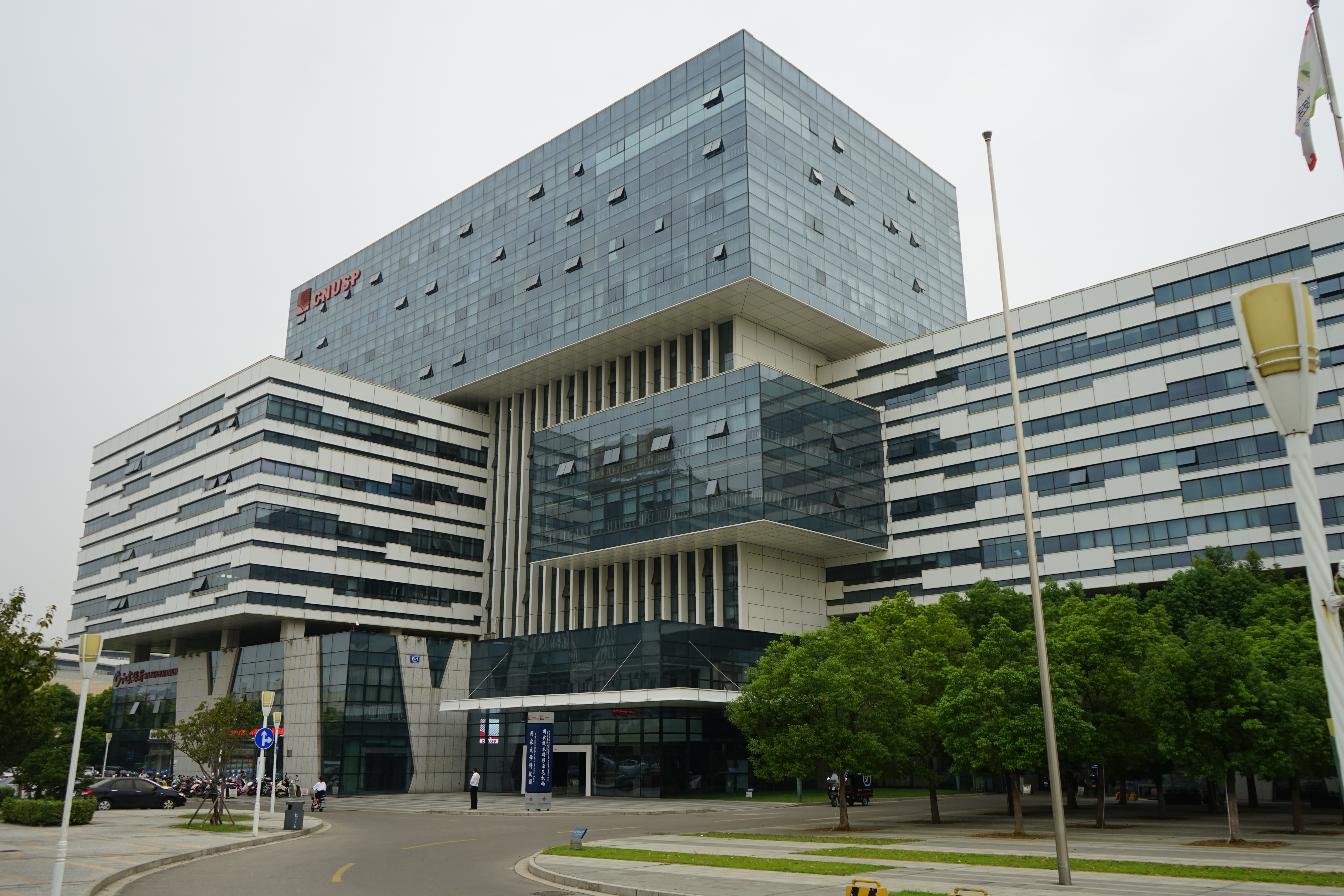
Научно-технологический парк при университете

В Сюйчжоу базируются производитель тяжёлой строительной техники XCMG (Xuzhou Construction Machinery Group), производители солнечных панелей SolarSpace Technology и Zhongyu Photovoltaic Technology, фармацевтическая компания NHWA Pharmaceutical, молочная компания Vv Group, производитель машин для ремонта электросетей Handler Special Vehicle. Также в округе расположены завод дорожно-строительной техники Caterpillar, завод грузовиков Xugong Automobile Manufacturing (подразделение XCMG), металлургический завод Jinhong Iron and Steel Group, завод удобрений Jinmei Hengsheng Chemical Industry, завод гербицидов, фунгицидов и инсектицидов Lanfeng Bio-Chemical, шинный завод Xuzhou Armour Rubber, цементный завод Zhonglian Cement, завод поликремния GCL Technology и завод кремниевых пластин Shangji Automation.

## Транспорт
Округ обслуживает международный аэропорт «Гуаньинь».

## Города-побратимы
Сюйчжоу является городом-побратимом следующих городов:
- Озаску, Бразилия
- Трамбэлл, Коннектикут, США
- Сент-Этьен, Франция (1984)
- Ханда, Япония (1993)
- Ньюарк, США (1993)
- Леобен, Австрия (1994)
- Бохум, Германия (1994)
- Кропивницкий, Украина (1996)
- Сити-оф-Греатер-Данденонг, Австралия (1996)
- Рязань, Россия (1998)
- Эрфурт, Германия (2005)
- Ланчано, Италия (2006)
- Мозырь, Беларусь (2016)